# Physena
Physena je jediný rod čeledi Physenaceae vyšších dvouděložných rostlin z řádu hvozdíkotvaré (Caryophyllales). Jsou to 2 druhy dřevin se střídavými kožovitými listy, rostoucí výhradně na Madagaskaru.

## Popis
Zástupci rodu Physena jsou dvoudomé keře a nevelké stromy se střídavými jednoduchými listy bez palistů. Listy jsou kožovité, dvouřadě uspořádané, s celistvou celokrajnou čepelí a se zpeřenou žilnatinou.
Květy jsou pravidelné, drobné až středně velké, jednopohlavné, v úžlabních hroznech. Kalich je ze 5 až 9 lístků, částečně srostlý, koruna chybí. V samčích květech je 10 až 14 (8- 25) tyčinek. Tyčinky jsou nepřirostlé k okvětí, volné nebo navzájem do různé míry srostlé. Semeník samičích květů je svrchní, srostlý ze 2 plodolistů, částečně rozdělený na dvě komůrky, se 2 volnými čnělkami. V každém plodolistu jsou 2 vajíčka. Plodem je jednosemenná nepukavá poněkud zploštělá tobolka.

## Rozšíření
Rod Physena zahrnuje jen 2 druhy a je rozšířen výhradně na Madagaskaru.

## Taxonomie
Čeleď Physenaceae byla v minulosti řazena na různá místa taxonomického systému. Dahlgren ji řadil do řádu violkotvaré (Violales) v rámci nadřádu Violanae, zatímco v Tachtadžjanově systému je v samostatném řádu Physenales v rámci nadřádu Theanae.
Podle kladogramů APG je nejblíže příbuznou skupinou rovněž madagaskarská čeleď Asteropeiaceae.